# Escut de Montaverner
L'escut de Montaverner és un símbol representatiu oficial de Montaverner, municipi del País Valencià a la comarca de la Vall d'Albaida. Té el següent blasonament:
| « | Escut quadrilong de punta redona. En camp d'or, quatre pals de gules ressaltats amb una mata de vinya de sinople, fruitada d'or. Per timbre, corona reial oberta. | » |

## Història
L'escut fou aprovat per Resolució de 4 d'abril de 2002, publicada en el DOGV núm. 4.238 de 29 d'abril de 2002.
Es tracta de l'escut tradicional de Montaverner, amb les armes del Regne de València, ja que el poble pertanyia a la Corona; i la vinya com a representació d'un dels conreus principals de la localitat i també com a armes parlants, en al·lusió al taverner de la segona part del topònim.